# Elaninae
Élanions
Sous-famille
Les Elaninae sont une sous-famille d'oiseaux de la famille des Accipitridae reconnue par certains auteurs. Elle regroupe de petits rapaces aux ailes longues et prédateurs de rongeurs, appelés élanions (genres Elanus, Chelictinia et Gampsonyx). Certains auteurs y incluaient également l'Alcin des chauves-souris (Macheiramphus alcinus) et le Naucler à queue fourchue (Elanoides forficatus).

## Liste des espèces
Les Elaninae regroupent les espèces suivantes :
- Elanus
  - Elanus caeruleus – Élanion blac
  - Elanus axillaris – Élanion d'Australie
  - Elanus leucurus – Élanion à queue blanche
  - Elanus scriptus – Élanion lettré
- Gampsonyx
  - Gampsonyx swainsonii – Élanion perle
- Chelictinia
  - Chelictinia riocourii – Élanion naucler

Auxquels certains ajoutent parfois :
- Elanoides
  - Elanoides forficatus – Milan à queue fourchue
- Macheiramphus
  - Macheiramphus alcinus – Milan des chauves-souris